# Йозеф Малоун
Йозеф Малоун (чеськ. Josef Maloun), в деяких джерелах також згадується як Ян Малоун (чеськ. Jan Maloun) (11 лютого 1905 — 28 квітня 1972) — чехословацький футболіст, який грав на позиції нападника . Виступав за празькі команди «Лібень», «Спарту» та «Метеор».

## Клубна кар'єра
Йозеф Малоун розпочинав футбольну кар'єру в клубі «Лібень, грав на позиції нападника. У 1925 році Йосеф зіграв 9 матчів у першому в історії чемпіонаті Чехословаччини. У сезоні 1925/26 він провів 13 ігор в Чемпіонат Чехословаччини з футболу 1925—1926 за «Лібень», а на початку 1926 перейшов в інший клуб з Праги — в Спарту». В переможному для команди чемпіонаті 1926 року зіграв один матч.
У складі «Спарти» Малоун також виграв чемпіонат у 1927 році. У тому ж році він був учасником першого розіграшу Кубка Мітропи, зігравши чотири матчі. У чвертьфіналі турніру його команда здолала австрійську «Адміру» (5:1, один з голів забив Малоун і 3:5), а в півфіналі пройшла угорську «Хунгарію» (0:0 і 2:2). У фінальних матчах кубка Малоун участі не брав, а його клуб за сумою двох матчів здолав австрійський «Рапід» і став першим переможцем турніру.
Пізніше виступав за команди «Метеор» і знову за «Лібень». Загалом у чемпіонаті Чехословаччини зіграв 66 матчів і забив 14 голів.

## Кар'єра в збірній
У складі збірної Чехословаччини провів один офіційний матч, дебютувавши 20 березня 1927 в товариській грі проти Австрії у Відні. Рахунок у матчі відкрили гості — відзначився Антонін Пуч на 3-й хвилині, а в середині першого тайму Малоун подвоїв перевагу. Наприкінці зустрічі Йозеф Блум скоротив відставання, але більшого австрійці досягти не змогли.

## Титули і досягнення
- Чемпіон Чехословаччини (2):

«Спарта» (Прага): 1926, 1927
- Фіналіст Середньочеського кубка (1):

«Спарта» (Прага): 1927
- Володар Кубка Мітропи (1):

«Спарта» (Прага): 1927